# Promotion A
Die Promotion A (Doktor eines Wissenschaftszweiges) war eine akademische Qualifizierungsform in der DDR. Sie wurde im Rahmen der III. Hochschulreform mit der Verordnung über die akademischen Grade vom 6. November 1968 eingeführt und durch die Promotionsordnungen vom 21. Januar 1969 geregelt. Sie setzte die Anfertigung einer akademischen Qualifikationsschrift in der Form einer Dissertation voraus. Während an den Fakultäten der Universitäten und Hochschulen der Bundesrepublik Deutschland jeweils eigene Promotions- und Habilitationsordnungen existieren, war dies in der DDR einheitlich durch die Promotionsordnung A geregelt. Das Promotionsrecht war den Wissenschaftlichen Räten der Hochschulen erteilt. Zugleich wurde nach sowjetischem Vorbild die Promotion B (Doctor scientiae) eingeführt, welche die Habilitation ablöste.
In der DDR wurden spezielle Studien- und Qualifizierungsmaßnahmen geschaffen, um den akademischen Nachwuchs systematisch, planmäßig und bedarfsgerecht steuern zu können. Voraussetzung der Promotion A waren der Besitz eines akademischen Grades an einer Universität oder Hochschule der DDR, systematische Vertiefung der Kenntnisse der theoretischen Grundlagen des betreffenden Wissenschaftszweiges und auf dem Gebiet des Marxismus-Leninismus sowie „aktive Mitarbeit bei der Gestaltung der sozialistischen Gesellschaft“. Die Promotion A wurde dabei über die Assistenz, das Forschungsstudium oder die (planmäßige oder außerplanmäßige) Aspirantur erlangt. Die Assistenz an Hochschulen der DDR schloss sich zumeist direkt an das Studium an und war in der Regel auf vier Jahre befristet. Das Forschungsstudium setzte dagegen den Studiengang direkt fort und dauerte üblicherweise drei Jahre. Es diente ausschließlich der Vorbereitung der Promotion und war mit einem Stipendium verbunden. Die wissenschaftliche Aspirantur wurde 1951 im Rahmen der zweiten Studienreform eingeführt. Als postgraduale Weiterbildung von Akademikern aus der Praxis sollte dadurch vor allem der Bedarf an promovierten Kadern in der Wirtschaft gedeckt werden. Die planmäßige Aspirantur dauerte drei Jahre und stellte den Doktoranden zu Gunsten eines Stipendiums von seiner beruflichen Tätigkeit frei. Zum beschleunigten Abschluss von Dissertationen konnten einjährige Teilaspiranturen mit Stipendien für wissenschaftliche Mitarbeiter oder Praxiskader vergeben werden.
Nach einer positiven Bewertung der Dissertation und ihrer erfolgreichen Verteidigung, die auch erlassen werden konnte, wurde der Doktorgrad der Promotion A vergeben. Die Dissertationen wurden dabei nicht nur nach fachlichen Kriterien bewertet, sondern auch nach „ihrem theoretischen Gehalt und ihrem gesellschaftlichen Nutzen“. Sie waren also nicht nur der Fachwissenschaft verpflichtet, sondern unter „gesellschaftlichem Nutzen“ verstand man sowohl die unterstellte Verwertbarkeit der wissenschaftlichen Erkenntnisse für die Praxis als auch den Beitrag für die Fortentwicklung des Marxismus-Leninismus. Die ideologischen Kriterien konnten dabei durch eine Reihe von Konventionen erfüllt werden, etwa einem Hinweis auf die Klassiker des Marxismus-Leninismus in der Einleitung und die Berücksichtigung im Literaturverzeichnis, durch ein Zitat aus einer Rede des SED-Generalsekretärs oder aus einem Beschluss des SED-Parteitags. Da die politischen und ideologischen Erwartungen an die Doktoranden schon in anderen Bestandteilen des Promotionsverfahrens zum Tragen kamen, etwa durch den wenngleich oft nur formal erbrachten Nachweis der Teilnahme an Doktorandenseminaren in Teilgebieten des Marxismus-Leninismus, konzentrierten sich die Gutachter bei der Bewertung von Promotionsschriften außerhalb der ideologischen Kernfächer wie Marxismus-Leninismus, Dialektischer Materialismus, Geschichtswissenschaft oder Philosophie mehr auf wissenschaftsimmanente Kriterien.
Auf der anderen Seite wurden Ergebnisse, die den offiziellen Sprachregelungen und Darstellungen der DDR widersprachen, mitunter unterdrückt. So wurde die 1975 eingereichte Dissertation-A-Schrift des Soziologen Rudolf Bahro von den Gutachtern zwar ursprünglich positiv bewertet, aber auf Druck des Ministeriums für Staatssicherheit, welches das Gegengutachten organisiert hatte, von der Fakultät der TH Leuna-Merseburg 1977 abgelehnt. Teile von Bahros Dissertation – Interviews mit wissenschaftlich ausgebildeten Kadern in Volkseigenen Betrieben über ihren Arbeitsalltag – wurden als „Vertrauliche Verschlusssache“ eingestuft und sämtliche Exemplare der Dissertation eingezogen.
Auf den Druckzwang, wie er im deutschen Promotionswesen vor dem Zweiten Weltkrieg üblich gewesen war, wurde in der DDR verzichtet und die Zahl der Pflichtexemplare mit der Promotionsordnung von 1969 auf sechs reduziert, was die Zugänglichkeit in den Universitätsbibliotheken erschwerte.
Schätzungsweise wurden in der DDR zwischen 1951 und 1985 insgesamt 101.654 Promotionen A angenommen, also durchschnittlich 2904 A-Promotionen pro Jahr (verglichen mit 9420 pro Jahr in der Bundesrepublik von 1950 bis 1982). Darunter fallen auch die sogenannten „Geheimarbeiten“, die aus politischen Gründen nicht verzeichnet wurden. Der Anteil der „Geheimdissertationen“ wird in den Gesellschaftswissenschaften auf 30 % und in den Naturwissenschaften auf 10 % geschätzt.